# Hygrotus quinquelineatus
Hygrotus quinquelineatus is een keversoort uit de familie waterroofkevers (Dytiscidae). De wetenschappelijke naam van de soort is voor het eerst geldig gepubliceerd in 1828 door Zetterstedt.